# Marcel Wouda
Marcel Wouda (Países Bajos, 23 de enero de 1972) es un nadador neerlandés especializado en pruebas de estilo libre, donde consiguió ser medallista de bronce olímpico en 2000 en los 4 × 200 metros.

## Carrera deportiva
En los Juegos Olímpicos de Sídney 2000 ganó la medalla de bronce en los relevos de 4 × 200 metros estilo libre, con un tiempo de 7:12.70 segundos que fue récord neerlandés, tras Australia y Estados Unidos.